# Nealsomyia triseriella
Nealsomyia triseriella är en tvåvingeart som först beskrevs av Villeneuve 1929.  Nealsomyia triseriella ingår i släktet Nealsomyia och familjen parasitflugor.
Artens utbredningsområde är Egypten. Inga underarter finns listade i Catalogue of Life.